# Fissidens longisetus
Fissidens longisetus är en bladmossart som beskrevs av Griffith 1842. Fissidens longisetus ingår i släktet fickmossor, och familjen Fissidentaceae. Inga underarter finns listade i Catalogue of Life.